# Barnimer Freundschaft
Barnimer Freundschaft (Zahlenkürzel: 26) ist eine rechtsextreme Vereinigung mit rockerähnlichem Organisationsgrad aus Barnim in Brandenburg und Berlin.

## Geschichte und Hintergrund
Der Verein geriet erstmals 2014 in das Visier des Verfassungsschutzes. Nach nachrichtendienstlichen Erkenntnissen handelt es sich um eine rockerähnliche Gruppierung, eine sogenannte Streetgang. Diese unterscheidet sich von der Rocker-Subkultur durch den Verzicht auf die Pflicht zum Motorradfahren. Die Barnimer Freundschaft trägt Kutten mit eigenen Logos und unterscheidet ähnlich wie ein Motorcycle Club Vollmitglieder und Anwärter. Das Logo der Barnimer Freundschaft ist eine stilisierte Schwarze Sonne mit sechs weißen Händen, die zur Mitte ausgerichtet sind, sowie das Zahlenkürzel 26.
Etwa zehn feste Mitglieder sollen der Gruppe angehören, darunter die beiden Musiker R.a.W. und Villain051 (Patrick Killat), die zusammen das Musikprojekt A3stus betreiben. Auf Grund deren Engagement in der Szene wurde das Klubhaus, das sich im Norden von Berlin befindet, durchsucht. Patrick Killat rief außerdem den Aktionstag Schwarze Kreuze ins Leben, der auch überregional Verbreitung in der rechten Szene fand.
Ansonsten ist die Gruppierung vor allem regional aktiv, wobei die Mitglieder aber auch zu Demonstrationen und Aufmärschen im Bundesgebiet reisen. Gute Kontakte hat die Gruppierung zur NPD-Gruppe in Barnim. So traten bei der Kommunalwahl 2014 im Landkreis Barnim zwei Mitglieder der Barnimer Freundschaft für die NPD an. Dabei wurde Marcel Zech in den Kreistag Barnim gewählt und sitzt auch in der Gemeindevertretung Panketal (BAR). Er soll außerdem an einem Überfall auf einen Jugendlichen beteiligt gewesen sein, der ein Wahlkampfplakat der NPD abgerissen hat. Zudem trägt er auf dem Rücken eine Tätowierung, die das Eingangstor des KZ Auschwitz in stilisierter Form zeigt sowie den Spruch Jedem das Seine, der über dem Eingangstor des KZ Buchenwalds stand. Für das Zeigen dieser Tätowierung im Erlebnisbad TURM in Oranienburg wurde er nach Revision zu einer achtmonatigen Gefängnisstrafe ohne Bewährung verurteilt. Des Weiteren arbeitet die Gruppierung auch mit der rechtsextremen Splitter-Partei Die Rechte zusammen.